# جوزيف ماير (لاعب كريكت)
جوزيف ماير (2 مارس 1902 - 6 سبتمبر 1981) (بالإنجليزية: Joseph Mayer)‏ هو لاعب كريكت بريطاني (وحمل سابقاً جنسية المملكة المتحدة لبريطانيا العظمى وأيرلندا). شارك مع منتخب إنجلترا للكريكت.